# Les Cloches de Corneville
Les campanes de Corneville és una òpera còmica en tres actes de Robert Planquette, en un llibret de Clairville i Charles Gabet, creat a París, al Théâtre des Folies-Dramatiques, el 19 d'abril de 1877. Aquesta és l'obra més famosa de Planquette.
El 1877, el director de Les Folies-Dramatiques, una sala especialitzada en operetes on es realitzaven les obres de Hervé i Lecocq, buscava una nova obra per substituir l'èxit desigual de La Fille de madame Angot. Escull Les Cloches de Corneville d'un compositor bastant desconegut: Robert Planquette.
La recepció crítica va ser molt erràtica, per no dir negativa, però va ser un triomf amb el públic.
L'opereta es va traduir a diversos idiomes i es va representar en anglès (sota el títol The Chimes of Normandy) al Fifth Avenue Theatre de Nova York, del 22 d'octubre de 1877. Una altra versió anomenada The Bells of Corneville va ser representada al Victoria Teatre, Nova York, del 21 d'abril de 1902. També es va presentar a Londres el 1878 tot sumant 705 espectacles.
L'acció es realitza a Normandia a finals del segle xvii.
Davant d'una llarga absència, el marquès de Corneville confia la gestió dels seus diners i la seva propietat al seu agricultor Gaspard. Acaba apropiant-se’ls fent creure que el castell està ara perseguit. Germaine, filla del comte de Lucenay, també se li ha encomanat, passa per la seva neboda amagant els seus nobles orígens. També troba un bebè al mateix temps enmig d'un camp de farigola salvatge que el marquès anomena Serpolette i el converteix en la seva criada. Per assegurar-se de mantenir tots els seus beneficis, destrueix la pàgina del registre on es registren els naixements dels dos fills.
La història comença vint anys més tard, quan el nou marquès, Henri, torna al poble i descobreix com ha estat i els secrets de Corneville.

## Repartiment
Serpolette (un nen trobat convertit en servent): Juliette Simon-Girard
Germaine (vescomtessa perduda): Conchita Gélabert
Henri (Marquès de Corneville): Ernest Vois
Jean Grenicheux (un pescador): Simon-Max
Gaspard (Un agricultor gassiu): Ange Milher
Le Bailli: François-Louis Luco